# 千葉市立鶴沢小学校
千葉市立鶴沢小学校（ちばしりつ つるさわしょうがっこう）は、千葉県千葉市中央区に所在する、公立小学校である。平成24年5月1日現在、14学級、児童数425名。

## 沿革
- 1958年4月1日 - 開校
- 1960年3月6日 - 校歌制定
- 1964年3月10日 - 少年像完成
- 1967年4月1日 - 千葉市立星久喜小学校を分離
- 1986年10月18日 - ソニー教育振興財団より優良賞受賞
- 2005年3月1日 - 鶴沢水田完成
- 2007年1月 - 第12回サイエンス・グランプリ学校賞受賞[2]
- 2008年2月9日 - 鶴の子像除幕式[3]
- 2011年 - NHK『放送体験クラブ』参加[4]
- 2012年 - エレベーター設置が予定されており、6月13日フジテックが落札している[5]。

## 校区内町名
いずれも中央区
- 青葉町
- 旭町
- 葛城
- 亀井町
- 亀岡町
- 鶴沢町
- 道場南
- 東本町

## 周辺施設
- 千葉県立中央博物館
- 千葉県庁
- 千葉市郷土博物館
- 千葉市美術館
- 千葉大学医学部附属病院

## アクセス
- JR千葉駅で下車。バス10分
- 京成電鉄京成千葉線千葉中央駅下車。徒歩20分